# Bieritz-Werft
Die Bieritz-Werft war eine Bootswerft in Friedrichskoog, die 1995 geschlossen wurde. Das auf den Bau von Holzbooten spezialisierte Unternehmen gehörte bis in die 1980er-Jahre hinein zu den größten Kutterwerften an der deutschen Nordseeküste.

## Geschichte

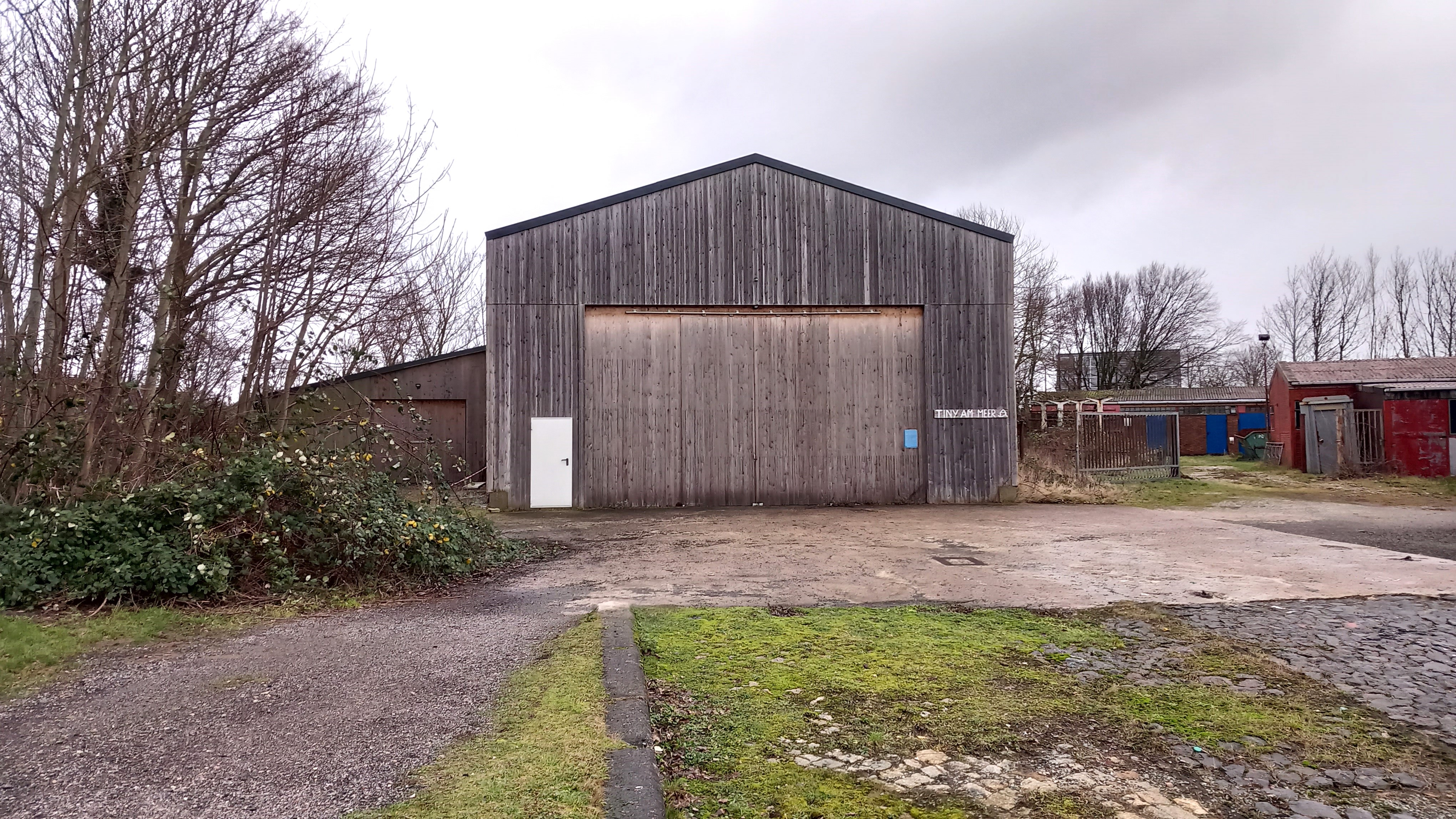
Ehemalige Bieritz-Werft in Friedrichskoog

Im Jahr 1900 eröffnete Willi Bieritz, der aus Tönning stammte, eine Werft in Meldorf, auf der er kleine hölzerne Fischer- und Sportboote fertigte, zudem konnten Ewer und Kutter auf einer  Slipanlage repariert werden. Die Anzahl der Arbeitsaufträge blieb anfangs bescheiden, weil nur wenige Frachtsegler den Meldorfer Hafen anliefen und es dort kaum Fischer gab; im Jahr 1913 waren lediglich ein Besanewer, ein Fischkutter und fünf offene Fischerboote mit Heimathafen Meldorf registriert. Zu den größeren Neubauten, die bei Bieritz in Meldorf entstanden, gehören unter anderem die Fischkutter FRI 14 Kehrwieder (gebaut 1921, Länge 9,1 m), OTT 1 Nordstern (gebaut 1933, Länge 11,7 m), FRI 15 Wilhelmine (gebaut 1936, Länge 12,2 m), NEU 138 Grete (gebaut 1937, Länge 12,5 m), NEU 139 Karin (gebaut 1938, Länge 13,2 m) und BÜS 54 Ludwig (gebaut 1941, Länge 13,1 m), die zum Teil als Ketsch getakelten waren.
In den 1930er Jahren wurde die Werft unter dem Namen Biertz und Sohn von Willi Bieritz und seinem 1897 geborenen Sohn Willi Peter Biertz gemeinsam geführt. Ein großes Problem für das Unternehmen stellte eine niedrige Brücke am östlichen Rand des Meldorfer Hafens dar, die man nach dem Ersten Weltkrieg errichtet hatte und hinter der die Helling der Werft lag. Größere Kutter konnten nicht vollständig auf der Helling gefertigt werden, weil die Brücke die Durchfahrt zur Nordsee versperrte. Die Rümpfe der Neubauten mussten daher nach dem Stapellauf geflutet werden, so dass sich ihr Tiefgang vergrößerte und man sie unter der Brücke durchziehen konnte. Auf der anderen Brückenseite pumpte man die Rümpfe wieder leer, rüstete sie mit Motoren aus und baute die Kutter anschließend fertig.
Während die wirtschaftliche Bedeutung des von Verschlammung bedrohten Meldorfer Hafens in den Folgejahren stagnierte, war 1935 im südlich gelegenen Friedrichskoog durch Eindeichungsmaßnahmen ein sturmflutsicherer Dockhafen entstanden, der damals 56 Krabbenkuttern als Heimathafen diente. Die Wasserstraßenverwaltung des Deutschen Reiches, die ab 1937 für den neuen Hafen zuständig war, unterstützte die Ansiedlung einer dortigen Werft. Aufgrund der widrigen Produktionsbedingungen in Meldorf verlegte Willi Peter Bieritz im Jahr 1943 den Betrieb nach Friedrichskoog, gleichzeitig wurde die Werft in Meldorf geschlossen.

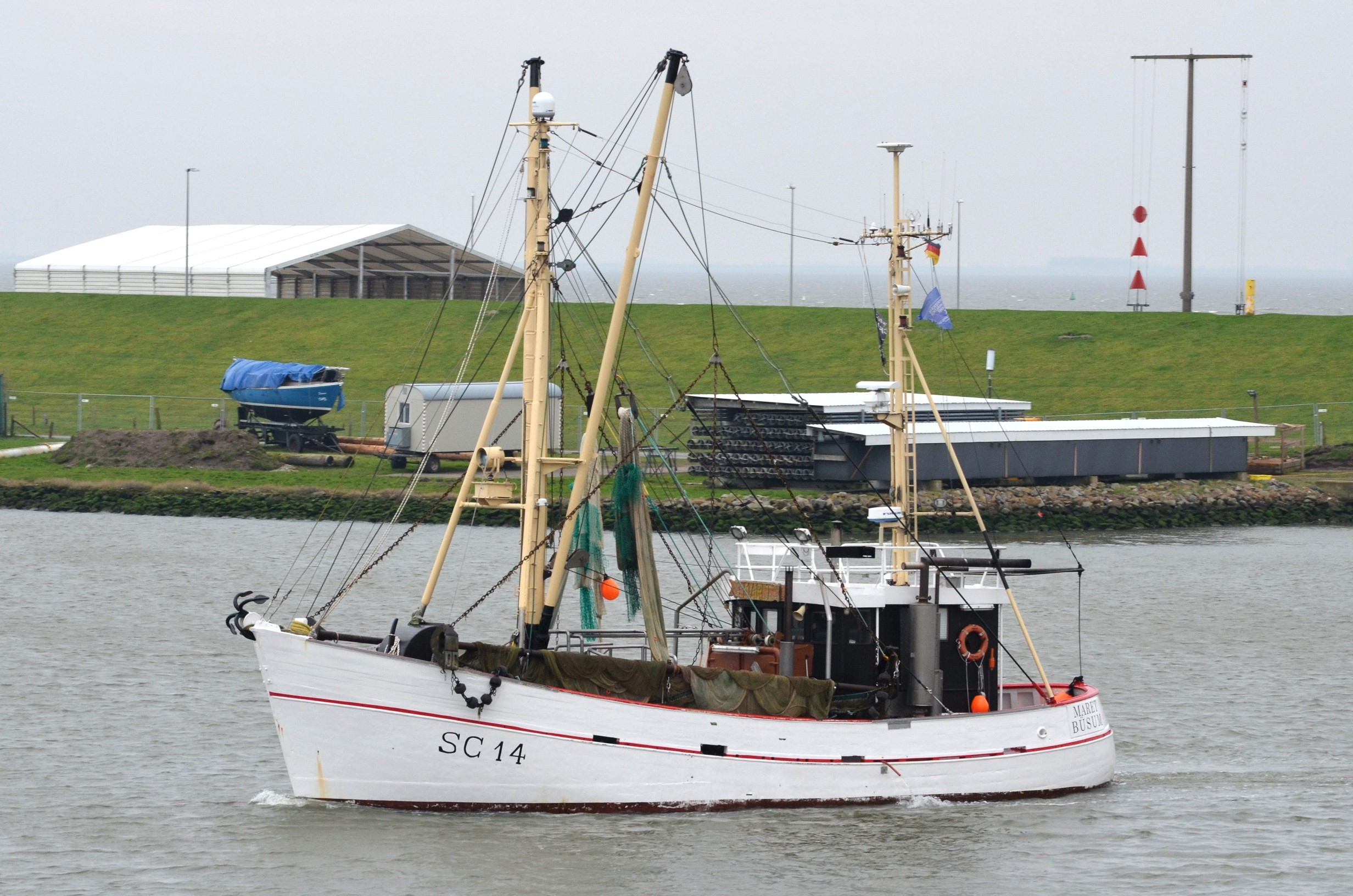
Die 1969 gebaute SC 14 Maret

Nach dem  Zweiten Weltkrieg entwickelte sich das Unternehmen neben der Dawartz-Werft zur größten Kutterwerft an der Westküste Schleswig-Holsteins. Durchschnittlich wurden etwa zwei bis drei Kutter pro Jahr fertiggestellt. Ab den frühen 1960er-Jahren entstanden auch hölzerne Segelyachten auf der Werft, darunter die 1961 gebaute Ketsch Astarte, mit der Gerhild Wiendieck als erste deutsche Einhandseglerin den Atlantik überquerte. Nach dem Tod von Willi Peter Bieritz übernahm sein 1923 geborener Sohn Peter Bieritz den elterlichen Betrieb 1962 in dritter Generation. Im Jahr 1966 entstand auf der Werft das für 50 Passagiere ausgelegte Fahrgastschiff Adler II. Der 100. Neubau wurde 1975 abgeliefert. Im Jahr 1978 beschäftigte das Unternehmen 17 Mitarbeiter, darunter acht  Lehrlinge. Zu dieser Zeit entfielen 80 % der Arbeiten auf den Bau von Fischkuttern, 10 % auf den Bau von Freizeitbooten und 10 % auf Reparaturen. Lehrlinge der Bieritz-Werft fertigten von 1976 bis 1980 vor Ort in Eigenleistung die beiden Zollkutter-Nachbauten Anna und Maya nach einem Entwurf von Colin Archer, einen baugleichen dritten Zollkutter lieferte die Werft 1980 als Auftragsarbeit ab.
In den 1980er-Jahren nahm die Anzahl der Bauaufträge für gewerbliche Holzkutter kontinuierlich ab, weil in der Fischerei zunehmend Stahlkutter nachgefragt wurden, die in der Herstellung und Instandhaltung günstiger waren. Die Rückgänge im Kutterbau konnte das Unternehmen durch den Yachtbau und die Reparaturaufträge nicht ausgleichen, so dass die Mitarbeiterzahl reduziert wurde. Die Belegschaft der Werft bestand 1986 aus dem Betriebsinhaber Peter Bieritz, seinem 1947 geborenen Sohn Peter Bieritz (junior), dessen Schwester Gesche sowie acht Lehrlingen. Das Familienunternehmen lieferte 1995 den letzten Neubau ab und wurde im selben Jahr geschlossen. Bis dahin waren (wahrscheinlich) 128 Boote, größtenteils Kutter, auf der Werft entstanden.
Anfang der 2000er-Jahre mietete der Nindorfer Unternehmer Thede Dörscher die stillgelegte Werft, um in der Bootshalle die Schoneryacht Jolly Celeste zu bauen, mit der er 2003 an der DaimlerChrysler North Atlantic Challenge teilnahm. Anschließend wurde die Halle kurzzeitig an den Albersdorfer Unternehmer Hans Peter Sass vermietet, der dort 2003 seine von Georg Nissen entworfene Yacht Jana vun de Geest (auch bekannt als Nissen 39) fertigstellte. Die später geplante Umwandlung des Areals in eine Museumswerft wurde nicht realisiert.